# آی‌تیونز استور
آی‌تیونز استور (به انگلیسی: iTunes Store) یک فروشگاه رسانه‌ای دیجیتال آنلاین مبتنی بر نرم‌افزار است که به وسیله شرکت اپل به‌وجود آمده‌است. این فروشگاه در ۲۸ آوریل ۲۰۰۳ تحت عنوان آی‌تیونز میوزیک‌استور (به انگلیسی: iTunes Music Store) افتتاح شد. این فروشگاه از آوریل ۲۰۰۸، محبوب‌ترین فروشنده موزیک در ایالات متحده آمریکا و از ۲۴ فوریه ۲۰۱۰، محبوب‌ترین فروشنده موزیک در دنیا است. این فروشگاه هم‌اکنون ۲۸ میلیون آهنگ، ویدئو و نرم‌افزار ارائه می‌دهد. کاربران می‌توانند در این فروشگاه به راحتی موسیقی‌ها و فیلم‌های مورد علاقه خود را پیدا کرده و به صورت آنلاین خریداری کنند.
آی‌تیونز استور به عنوان یکی از مهم‌ترین محصولات شرکت اپل در بازار رسانه‌ای دیجیتال شناخته می‌شود و در کسب و کار این شرکت نقش بسیار مهمی دارد. این فروشگاه در سال‌های اخیر به دلیل رقابت با سرویس‌هایی مانند اسپاتیفای، آمازون موزیک و گوگل پلی، با چالش‌هایی مواجه شده‌است.

## تاریخچه
استیو جابز با توجه به محبوبیت روزافزون آهنگ‌های قابل دانلود،  فرصت ایجاد یک بستر داد و ستد آنلاین برای موسیقی را دید. در سال 2002، جابز با پنج شرکت بزرگ ضبط موسیقی توافق کرد تا محتوای خود را از طریق iTunes ارائه دهند. استیو جابز فروشگاه موسیقی آی‌تونز (که بعداً فروشگاه آی‌تونز نامیده شد) را در یک رویداد ویژه موسیقی اپل در آوریل 2003 معرفی کرد.

## مدیریت حقوق دیجیتال
در گذشته، فروشگاه iTunes از تکنولوژی مدیریت حقوق دیجیتال (DRM) به نام FairPlay شرکت اپل استفاده می‌کرد. این تکنولوژی در قالب یک لایه مولتی مدیا AAC رمزنگاری شده در فرمت فایل چندرسانه‌ای MP4 است و توسط اپل برای محافظت از اثرات تحت حق تکثیر که از طریق فروشگاه به فروش می‌رسند، به کار گرفته می‌شد و فقط به دستگاه‌های مجاز اجازه پخش محتوا را می‌داد. با این حال، محدودیت‌هایی که توسط FairPlay ایجاد می‌شد، به ویژه محدودیت سازگاری با دستگاه‌ها، باعث بروز انتقاداتی شد. در این باره یک دعوای قانونی با ادعای نقض قوانین رقابت علیه اپل مطرح شد که در نهایت به نفع اپل، به پایان رسید. همچنین، تلاش‌های متعددی برای حذف محافظت DRM از فایل‌ها با موفقیت انجام شد و اپل نرم‌افزار خود را به‌روزرسانی کرد تا از اینگونه پروژه‌ها جلوگیری کند.
در فوریه ۲۰۰۷، استیو جابز، مدیرعامل سابق اپل، نامه‌ای عمومی درباره استفاده از DRM در موسیقی منتشر کرد. او در این نامه به آینده حفاظت DRM اشاره کرد و اعلام کرد که اپل حمایت خود را از استفاده از DRM به پایان می‌رساند. این نامه در ابتدا با واکنش‌های متفاوت صنعت موسیقی همراه بود، اما ماه بعد اپل با یک ناشر موسیقی بزرگ قراردادی منعقد کرد تا به مشتریان iTunes گزینه خرید نسخه بدون DRM با کیفیت بالاتری از قطعات ناشر را ارائه دهد. در ژانویه ۲۰۰۹، اپل قراردادها را با تمام ناشران موسیقی بزرگ و همچنین تعداد زیادی از ناشران مستقل منعقد کرد تا همه موسیقی‌های iTunes را با آپشن بدون DRM ارائه دهد. در ۶ ژانویه ۲۰۰۹، اپل اعلام کرد که از ۸۰٪ از مجموعه موسیقی خود در ایالات متحده DRM حذف شده است. 
در این راستا در تاریخ ۷ آوریل ۲۰۰۹، قابلیت کامل iTunes Plus در ایالات متحده آمریکا فراهم شد، همزمان با معرفی یک مدل قیمت‌گذاری سه سطحی. اما باید توجه داشت که این قابلیت فقط برای آهنگ‌هایی که در حین استفاده از سرویس استریمینگ موسیقی Apple Music دانلود شده‌اند، قابل اعمال نمی‌باشد. برنامه‌های تلویزیونی، بسیاری از کتاب‌ها و فیلم‌ها هنوز محتوایی محافظت شده توسط FairPlay هستند.